# Stora Köpinge
Stora Köpinge är en småort i Ystads kommun och kyrkby i Stora Köpinge socken i Skåne. Orten har 125 invånare (2020) och en yta på 46 hektar.
I byn ligger Stora Köpinge kyrka.
1933–2003 fanns här en hållplats på Ystad–Eslövs Järnväg. Stora Köpinges järnvägsstation var egentligen Svenstorps station (1865–1969), en dryg kilometer längre norrut.